# Židovský hřbitov v Brandýse nad Labem
Židovský hřbitov, založený roku 1568, je situován v Brandýse nad Labem severozápadně od Masarykova náměstí v Kostelecké ulici vedle základní školy. Je chráněn jako kulturní památka České republiky.
Byl několikrát rozšířen a do současnosti se dochovalo až 1500 náhrobních kamenů, z nichž nejstarší je datován 1572. Areál obsahuje několik zajímavých náhrobků a tumbu, na několika novějších se lze dočíst o životě pohřbených skončeném násilně v Osvětimi. Stojí zde také obřadní síň s vozovnou a hrobnickým domem sloužícím k obývání a pohřebním vozem. V roce 2002 zde byla otevřena expozice o židovských dějinách v kraji. Ve městě se také nachází synagoga.